# شارني إيكانغاميني
شارني إيكانغاميني (16 فبراير 1994 بأنتويرب في بلجيكا - ) هو لاعب كرة قدم بلجيكي في مركز الوسط. شارك مع منتخب بلجيكا تحت 19 سنة لكرة القدم ومنتخب بلجيكا تحت 21 سنة لكرة القدم. أما مع النوادي، فقد لعب مع آود هيفرلي لوفين وزولته فاريجيم ومانشستر يونايتد ونادي كارلايل يونايتد.

## روابط خارجية
- شارني إيكانغاميني على موقع الاتحاد البلجيكي (الإنجليزية)
- شارني إيكانغاميني على موقع قاعدة بيانات كرة القدم.إي يو (الإنجليزية)
- شارني إيكانغاميني على موقع Soccerway.com (الإنجليزية)
- شارني إيكانغاميني على موقع عالم كرة القدم.نت (الإنجليزية)